# Abend ohne Alibi
Abend ohne Alibi (Originaltitel: In nome del popolo italiano) ist ein Spielfilm von Dino Risi aus dem Jahre 1971. Er thematisiert die Stellung der italienischen Justiz zwischen dem Allgemeininteresse und dem Einfluss reicher Einzelpersonen. Die Produktion spielte über 530 Millionen Lire ein.

## Handlung
Richter Bonifazi ist ein pflichtbewusster Diener der Rechtspflege. Er lässt rechtswidrig erstellte Bauten sprengen, speist bescheiden und fährt ein Moped. Bei den Ermittlungen zum Tod einer jungen Frau stößt er auf den Großindustriellen Santenocito, der es mit den Vorschriften nicht so genau nimmt und dessen Fabrik die Gewässer verschmutzt. Santenocito hat mit dem Opfer offenbar eine Beziehung gehabt.
Von einem Privatfest weg zu einer Befragung aufgeboten, ist der Industrielle außer sich. Ein Alibi für den fraglichen Abend hat er nicht. Erfolglos versucht er, den Richter rhetorisch niederzuringen, ihn zu bestechen, mit seinen Beziehungen zu hohen Staatsstellen zu drohen. Er möchte einen Hotelkomplex auf einem Gelände bauen, das kürzlich einem Feuer zum Opfer fiel. Bei einem vertraulichen Gespräch mit seinem Anwalt erklärt er, die Frau nur zu ihrer Wohnung gefahren zu haben und dass er während der restlichen Nacht die niedergebrannten Grundstücke inspiziert habe. Um das vor Gericht nicht offenlegen zu müssen, veranlasst er einen notleidenden Unternehmer für die Gewährung eines Kredits zu einer Falschaussage. Bonifazi ist angesichts des vorhandenen Alibis bereit, den Fall abzuschließen, überprüft aber noch die Richtigkeit des Alibis. Es erweist sich als falsch, und Santenocito wird eingesperrt. Der Richter erhält von einer Schule, die die junge Frau besucht hat, ihre Übungshefte, die von ihren letzten Wochen zeugen. Daraus geht hervor, dass sie ihren Tod selbst verursacht hat und kein Verbrechen vorlag. Bonifazi erlebt den verrückten Freudentaumel der Bevölkerung nach einem gewonnenen Fußballspiel und wirft die entlastenden Hefte in ein Feuer.

## Kritiken
Das Lexikon des internationalen Films nennt den Film eine „anekdotisch angelegte, gesellschaftskritische Komödie, die vor allem dank der schauspielerischen Glanzlichter unterhält.“ Massimo Bertarelli von Il giornale lobte 2002 die sichere Hand des Regisseurs, der ein wunderbares Schauspielerduo durch den Film führe. Jean Tulard (2005) fand, der „bemerkenswerte“ Film schildere die Unmöglichkeit, unter der Last der Ideologie ehrlich zu bleiben. Tognazzi und Gassman bäten sich auf fabelhafte Weise die Stirn.